# ハザール

ハザール・カガン国
Xazar

ハザール・カガン国の版図（650年頃が赤、750年頃が橙、850年頃が薄い橙)

ハザール（突厥文字：、英: Khazar、ヘブライ語：הכוזרים）は、7世紀から10世紀にかけてカスピ海の北からコーカサス、黒海沿いに栄えた遊牧民族およびその国家。
支配者層はテュルク系民族と推測されており、支配者層が9世紀頃にユダヤ教に改宗したことは有名である。交易活動を通じて繁栄した。
アラビア語、ペルシア語資料では خزر Khazar と書かれている。日本語ではハザル、ハザリア、ホザールあるいはカザールと表記されることもある。

## 歴史

### 起源
ハザールは謎の多い遊牧民であり、起源はもとより系統もはっきりしないが、おそらくテュルク系と考えられている。
中国の歴史書である『旧唐書』，『新唐書』に出てくる波斯（ペルシア）国（サーサーン朝）に北隣する「突厥可薩部」がこの「ハザール」のことと考えられている。
8世紀 - 9世紀の年代記作者テオファネスによれば、ハザールの故郷はベルシリア（アルメニア史料のバルシリ）であるという。
10世紀のペルシア語の地理書『世界境域誌』（Ḥudūd al-'Ālam）に書かれているハザール人たちの諸都市の項目（首都イティル（アーティル آتل Ātil）の条）によれば、ハザールのハーカーン（後述）は「アンサーの子孫に属す（ از فرزندان انسا است az farzandān-i Ansā' ast）」と書かれており、この「アンサー」とは突厥王家である阿史那氏の訛音ではないかとも言われている。

### サビル
ハザールは6世紀の東ローマ史料において、サビル（サベイロイ）と呼ばれており、『戦史』の著者プロコピオスによれば、「サビルはフンの一族であり、カフカスあたりに居住し、多数の首長のもとに適当に分かれている」という。このサビルとハザールがまったく同一の民族であったか否かは確定できないが、少なくとも10世紀のアラブの歴史家マスウーディーは『黄金の牧場』の中で、ハザールをテュルク系サビルとしている。また、サビルの名が6世紀末からほとんど現れなくなるのは、サビルと呼ばれる部族連合の中にハザールが含まれていたことを示すからであろう。

### 西突厥の支配下
ハザールはおそらく6世紀末にカスピ海沿岸およびカフカスからアゾフ海のステップに進出したが、その時期はまだ西突厥の勢力が強大で、その宗主権のもとに置かれていた。626年、東ローマ帝国のヘラクレイオス1世は帝国の北東国境を守るために「東のテュルク」と同盟を結んだ。この「東のテュルク」の主力をなしていたのがハザールであり、東ローマ帝国は彼らと共にペルシア（サーサーン朝）支配下にあったカフカスを攻め（ビザンチン・サーサーン戦争、第三次ペルソ・テュルク戦争）、大きな戦果をあげた。

### ハザール・カガン国
7世紀の中ごろ、西突厥の衰退と共にハザールはその後継国家ハザール・カガン国を形成し、独立を果たす。一方、南ロシアのステップでは、オノグル・ブルガールの部族連合「古き大ブルガリア」が成立した（635年）。アラブ・ハザール戦争（642年 - 799年）が始まる。ハザールが西進すると古き大ブルガリアは崩壊し（653年）、一部はハザールにとりこまれ（黒ブルガール）、残りは各地に散らばってヴォルガ・ブルガール，ドナウ・ブルガールを形成した。

### ハザールとイスラーム
以前、ハザールはカフカスをめぐってサーサーン朝ペルシアと対立していたが、サーサーン朝が新興のイスラーム共同体（ウンマ）によって滅ぼされると（651年）、代わってイスラーム共同体とカフカスをめぐって争うようになった。イスラーム共同体は654年に南カフカスのアルメニア、グルジア、アルバニアを占領し、カフカス山脈を越えてハザールの領有する北カフカスに侵入、カスピ海沿岸の要塞デルベントを陥落させ、ハザールの中心都市ベレンジェルに迫った。ハザールはベレンジェルでイスラーム軍を追い返したが、しばらく一進一退の攻防が続いた。イスラーム共同体で内紛が起こったため、一時はその侵攻が止んだが、661年にウマイヤ朝が成立すると、再びハザールに攻撃をかけてきた。735年、ウマイヤ朝のカリフであるヒシャーム・イブン・アブドゥルマリクは従兄弟のマルワーン・イブン・ムハンマド（のちのマルワーン2世）を派遣し、麾下のウマイヤ朝軍1万5千が逆にヴォルガ河畔まで進撃した。これに窮したカガンは司令官マルワーンに和睦を申し入れ、イスラーム改宗を約束した。この遠征を受けてハザールはウマイヤ朝カリフの宗主権を一時的に認めさせられるが、属国にはならなかった。

### ハザールと東ローマ
一方、東ローマ帝国とは共通の敵がペルシア（サーサーン朝）とアラブ（イスラーム）と一緒であったため、利害が一致していたが、クリミア半島の領有に関しては争いが生じた。西進を続けるハザールはまずボスポロス（ケルチ海峡）を占領すると、クリミア半島南端のヘルソン（ケルソネソス）に迫った。東ローマ帝国にとっては古来のギリシア植民都市であったヘルソンを黒海における橋頭堡として死守すべきであったため、皇帝ユスティニアノス2世は自治都市であったヘルソンに遠征軍を差し向けた。しかし遠征は失敗に終わり、ヘルソンはハザールに占領されてしまうが（705年）、まもなくしてヘルソンは帝国の手に戻り、クリミア南部は帝国領、それ以外はハザール領ということで、両国の友好関係が約200年にわたって続いた。
比較的友好な関係にあったハザールと東ローマ帝国は婚戚関係も結んでいる。ユスティニアノス2世は軍人のレオンティオスによって帝位を奪われ、クリミア半島のヘルソンに逃れ、ハザール・カガン国に亡命した。その際、カガンの姉妹と結婚し、ユスティニアヌス1世の妃にちなんでテオドラと改名させた。また、イコノクラスム最盛期の皇帝コンスタンティノス5世の妻もビハール・カガンの娘イレーネーであり、その子レオーン4世は「ハザロス（ハザール人）」と仇名された。その他、帝国で活躍した官吏や知識人のなかにもハザール出身者が少なくなかった。

### ハザールとユダヤ

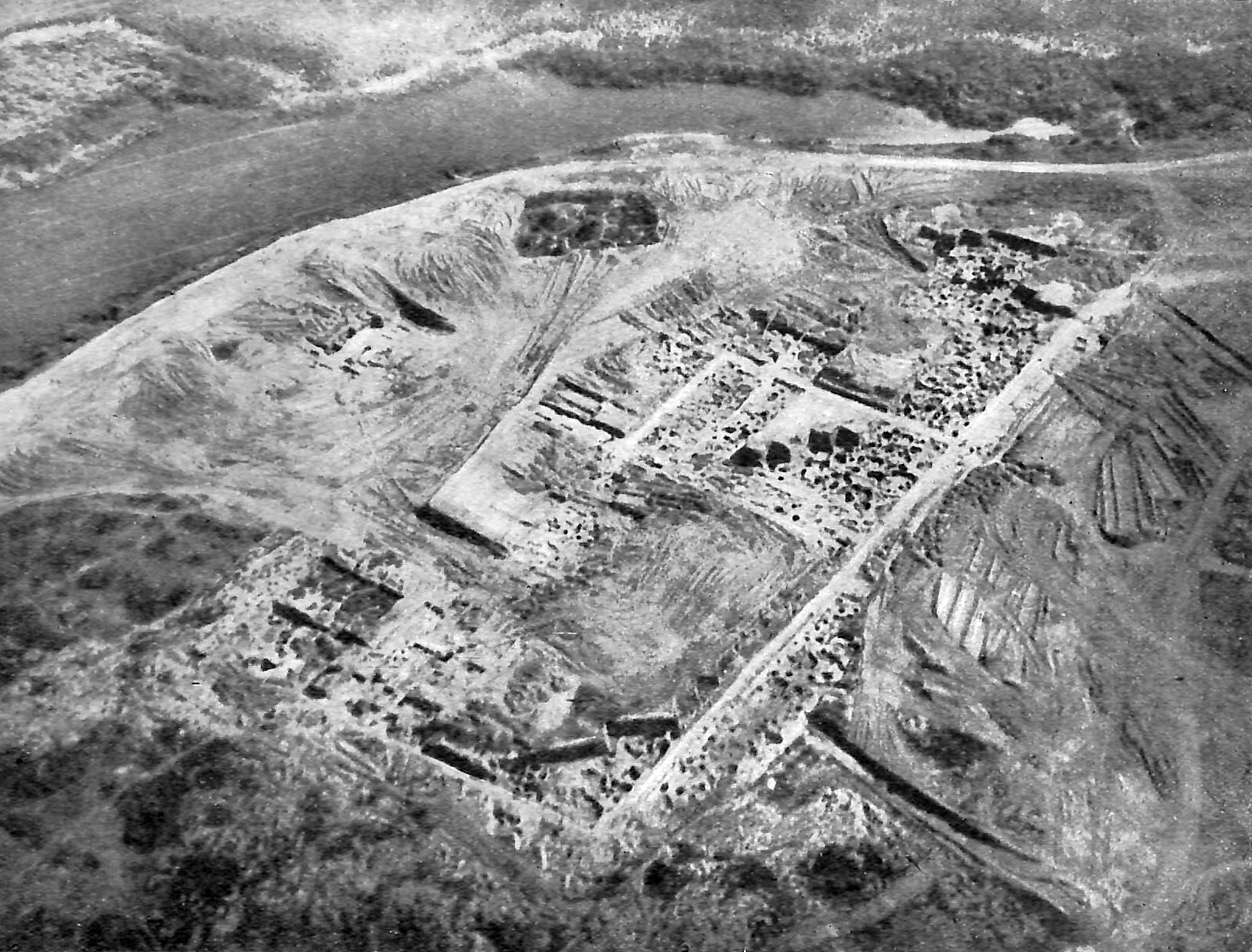
サルケル遺跡は830年代にハザールが建てたかつての都市。写真は1930年代のもので、現在はヴォルガ・ドン運河運用のため1952年に造られたチムリャンスク湖の底に沈んでいる。

ハザールのユダヤ教受容は非常に有名であるが、改宗に関する史料は少なく、その時期と実態は謎に包まれており、さまざまな論争を呼んでいる。西欧ではアクイタニア（アキテーヌ）のドルトマルが864年に書いたマタイ伝の注釈の中で、ハザールの改宗にふれているので、864年以前であることは確実であろう。アラブのマスウーディーはハザールの王（ベク）がハールーン・アッ＝ラシード（在位：786年 - 809年）の時代に、ユダヤ教を受け入れ、ビザンツ帝国やムスリム諸国から迫害を受けて逃れてきたユダヤ教徒がハザール国に集まったと記している。10世紀のコルドバのユダヤ人ハスダイ・イブン・シャプルトがハザールのヨシフ・カガンに宛てた手紙、いわゆる『ハザール書簡』において、「ブラン・カガンが夢の中で天使に会ってユダヤ教に改宗したが、民衆が新しい宗教を信じなかったので、ベクが尽力してユダヤ教の普及をはかった」という記述がある。ブラン・カガンの時代だとすると、730年 - 740年頃ということになる。以上のように、改宗の時期や理由は断定することはできないが、9世紀初頭と考えるのが妥当なところであろう。
735年にマルワーン率いるウマイヤ朝軍に敗れたハザールは一時的にイスラム教に改宗したものの、アッバース革命に前後するイスラーム帝国内部の混乱を機に、799年にオバデア・カガンは再びユダヤ教を公的に受容した。こうして9世紀までに、ハザールの支配者層はユダヤ教を受容したが、住民はイスラム教徒が多かったと考えられている。

### ハザールの滅亡
ハザール・カガン国は10世紀になると衰退し始め、貢納国であったヴォルガ・ブルガールの離反や、キエフ・ルーシ（キエフ大公国）、ペチェネグといった外敵の脅威にさらされていった。965年、キエフ・ルーシの大公スヴャトスラフ1世の遠征で、サルケルおよびイティルが攻略され、ハザール・カガン国は事実上崩壊した。

## 政治
当初はカガン（アラビア語：الخاقان al-Khāqān ハーカーン、漢語：可汗）が権力の頂点にあったが、次第にその地位は名目的なものになった。そのため、宗教的権威を有するカガンと、事実上の支配をおこなうベクやシャドが並び立つ統治体制へと移行した（二重王権制）。10世紀の東ローマ皇帝コンスタンティノス7世は『帝国統治論』のなかでハザールの内乱にふれているが、その内乱は明らかにカガンとベクのそれぞれの関係者間の戦闘であった。この年代を833年から843年の間とすれば、ハザールのカガンは内乱によって843年までに実質的な権力を奪われ、名目的存在となったと思われる。ただし、聖者伝の『コンスタンティノス伝』によると、コンスタンティノスがハザールを訪れた860年頃ではカガンがまだ最高権力者であるかのように描かれている。しかしながら、ハザール・カガン国においてカガンの権威が時代と共に限定されてゆき、ベクが権力を掌握していったことは確かである。
支配者層は、多くの遊牧国家と同様季節移動する豪華なテント群を宮廷とし、夏の間は草原地帯での生活を送り、冬は都イティルの周辺などで過ごした。

## 経済
9世紀以降ノルマン人の活動が盛んになり、バルト海からカスピ海北岸にかけて交易活動（ヴォルガ交易路）で活躍した。当時のカスピ海は、イスラム側からは「ハザルの海」（アラビア語 بحر الخزر baḥr al-Khazar、ペルシア語 درياى خزر daryā-yi Khazar）と称されていた。ノルマン人は北欧・ロシアから毛皮・奴隷などをもたらした。ハザルは、魚のゼラチンを輸出した。その他、ユダヤ商人、ムスリム商人など様々な商人が訪れたことで、各地の商業ネットワークが結びついていた。南のカスピ海や黒海から、北のバルト海や北欧へと、ヴォルガ川やドニエプル川やネヴァ川やダウガヴァ川で結ぶ内陸水路による交易路を、「ヴァリャーギからギリシャへの道」と呼ぶ。

## 宗教
ハザールの元来の宗教は多神教とアニミズムであり、テングル・カガン（天帝）が最も重要視された。しかしながら遊牧民の特徴として他の宗教には寛容であるため、イスラム教、キリスト教、ユダヤ教なども信仰された。
9世紀に支配者層はユダヤ教に改宗し、一部の一般住民もそれに続いた。断定はできないがその理由として、東に位置するイスラームのアッバース朝と、西に位置する正教会の東ローマ帝国の双方から等距離を図るための選択という説がある。

## 影響
黒海及びカスピ海の北にあったハザールがイスラーム帝国の北進に抵抗したことは、結果的にヨーロッパの東部からイスラーム化が進むのを防ぐ役割を果たした。もし、ステップのさまざまな遊牧民とスラヴ人が早い時期にイスラーム化していたとするならば、世界史の流れは一変していたはずである。

## ハザールの研究

### 史料

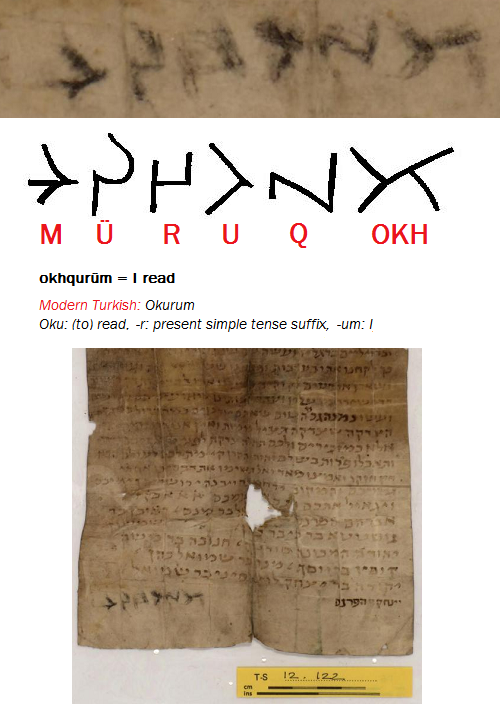
「キエフ文書」、ケンブリッジ大学図書館蔵

ハザールが衰える一方でブルガールが勢力を回復させ、首長アルミシュはアッバース朝に接近してハザールからの自立を図った。この際の922年にカリフ・ムクタディルの使節に随伴したイブン・ファドラーンによる記録が『ヴォルガ・ブルガール紀行』として残されている。また954年から961年にかけて、後ウマイヤ朝のユダヤ教徒出身のワズィール（宰相）ハスダイ・イブン・シャプルトとハザールのヨセフ・カガンとの間で交わされた往復書簡『ハザール書簡』が残されている。さらにカイロのシナゴーグのゲニザ（文書秘蔵室）で発見された10世紀以降（ファーティマ朝時代）の文書（カイロ・ゲニザ）からも幾つかのハザール関連資料が発見された。ハザールのユダヤ教化の経緯等が書かれた無名のハザール人のハスダイ宛書簡（シェフター文書）やキエフのテュルク系ユダヤ教徒の紹介状かつ寄付の呼び掛け状（キエフ文書）など。

### ソ連・ロシアでの研究
ソ連の学者はハザールを北コーカサスの先住民とした。1930年代のソ連ではハザール帝国の遺跡発掘作業が活発化、ミハイル・アルタモノフは労働赤旗勲章、レーニン勲章を受章する。ロシアの歴史学会では、中世のカスピ海の水位上昇が、ハザール王国のカスピ海沿いの町に大洪水を起こさせたともされている。

## 「アシュケナジム・ハザール起源説」について
中世西ヨーロッパのユダヤ人口は数万人に過ぎなかったのに17世紀東欧のユダヤ人口が数十万あったことは西方からの移民では説明できない、などの傍証から、今日ユダヤ教徒の大半を占めるアシュケナジムは、このハザール系ユダヤ教徒の子孫であるという説（つまりパレスチナに住んでいたユダヤ人の子孫ではなく、ハザール人やスラブ人の子孫であるという説）がある。テルアビブ大学のユダヤ史の教授A. N. ポリアックが提唱した学説に依拠し、ハンガリー出身のユダヤ人作家アーサー・ケストラーの『第十三支族』によって、東欧ユダヤ人ハザール起源説は広く知られるようになり、近年では、シュロモー・ザンドによって書かれた『ユダヤの起源』でも、この説について説明されている。
一方で、反論も多い。13世紀のボレスワフ5世や14世紀のカジミェシュ3世、14世紀～15世紀のヴィタウタスのユダヤ人保護政策による、ポーランド王国やリトアニア大公国への西欧からのユダヤ流入はハザール衰退よりかなり後のことである。また通常16世紀初頭のポーランド（ポーランド・リトアニア共和国）のユダヤ人口は数万人と見積もられ、17世紀半ばの数十万人への増加を旧ハザール地域からの移民で説明しようとすると10世紀以降のハザール国家解体から13世紀のモンゴル帝国の攻撃・支配、ジョチ・ウルスやその後継諸国の統治に至るまで500年以上にわたって数十万人の人口を維持し続け、16～17世紀にポーランド・リトアニアに移住したことになる。だがジョチ・ウルスやジョチ裔諸国に、人口比からすれば東欧を凌ぐほどの巨大なユダヤ社会が在り、16～17世紀にそれが崩壊したという話は伝わっていない。また、『元朝秘史』、『元史』、『世界征服者史』、『集史』などのモンゴル帝国の資料では、バトゥの西方遠征軍によるブルガールやキプチャク諸部族、ルースィ諸国、カフカス方面のアス（イラン系アラン人）などの征服については書かれているが、ハザールについてはこれらの地域に存在していたような形跡や情報が全く出て来ない。

### ハザール人とユダヤ人をむすびつける理論の現状
アラブ世界では、反シオニズム主義者、反ユダヤ主義者たちの間におけるこの理論への支持は高い。
こうした賛同者たちの議論では、もしアシュケナジーたちがかつてのハザール人であってセム系の起源を持たないのであれば、イスラエルへの歴史的権利もなく、神による、聖書やクルアーンに見える、イスラエル人へのカナンの地の約束の主体でもなく、それゆえ、宗教的シオニストとキリスト教シオニストの双方の理論的基盤が葬りさられるという。
1970年代と80年代には、ハザール人理論はロシアの排外的反ユダヤ主義者たちにまで広がり、とくに歴史家レフ・グミリョフは「ユダヤ系ハザール人」を、7世紀以来、ロシアの発展を繰り返し妨害してきたものとして描き出している。
バーナード・ルイスは1999年につぎのように述べた。
この理論…はいかなる証拠からも支持されていない。専門分野において、すべてのまじめな学者たちから放棄されて久しい。それは、ハザール人理論が、ときおり、政治的な論争において用いられるアラブ諸国においても同じである。
イスラエルの歴史家シュロモー・ザンドは、アシュケナジー・ユダヤ人たちのハザール人祖先という主題を、その論争的な書物、『The Invention of the Jewish People』（2008年刊、日本語題：『ユダヤ人の起源 歴史はどのように創作されたのか』）において扱った。
ザンドが主張するところでは、イスラエルの歴史家たちは、ハザール人を祖先とするテーゼを傍流に追いやり、1951年から現在まで無視し続け、ヘブライ語でのハザール人についての一冊の歴史書も刊行されていないという。
歴史家たちからは、ザンドの調査の質に対する批判が行われている。 サイモン・シャーマは、ザンドの著書への批評で、つぎのように書いている。
アシュケナジーのユダヤ人の全体が、必ずハザール人の子孫に違いないと主張するのは、ちょうどまさに、中断のない系譜を無批判に主張することであり、ザンドは、ユダヤ人の歴史のより広い文脈にこのんで逆らおうとしている。
アニタ・シャピラは「ザンドはほとんど異端的で、議論を呼ぶような翻訳にかれの議論の基礎をおいており、さらには、重要な学者たちの信頼性を、彼らの結論を何ら証拠もなく否定することで、損なおうと試みている」と書いた。

### 遺伝学的研究
遺伝学の立場からは、この説を否定する研究結果が出されている。ただしこれらの議論は「アシュケナジー＝ハザール系」説を否定するもので、少数の「ハザール系アシュケナジー・ユダヤ人」が現存する可能性の是非については明らかでない（もちろん、ハザール系アシュケナジーが少数いたことが証明されても、それは全てのアシュケナジーに適用されるものではないので、いわゆるハザール起源説は否定される）。
1999年のHammerらの研究（米国科学アカデミー紀要掲載）はアシュケナジム、ローマ系、北アフリカ系、クルド系、近東系、イエメン系、エチオピア系のユダヤ人を、それぞれの近接した地域の非ユダヤ人集団と比較した。それによると「異なった国々への長期の居住にもかかわらず、そして互いと隔離されていたにもかかわらず、ほとんどのユダヤ系住民たちは、遺伝子レベルでは、互いと大幅な差異は示さなかった。この結果は、ヨーロッパ、北アフリカ、そして中東のユダヤ人コミュニティの父系の遺伝子プールが、共通の中東の祖先集団の子孫であるという仮説を支持し、かつ、ほとんどのユダヤ人コミュニティが、隣接した非ユダヤ人集団からディアスポラ以降も、相対的に隔離されていることを示唆している」。Nicholas Wade によれば、「この結果は、ユダヤ人の歴史と伝統と一致し、ユダヤ人共同体の大半が改宗者からなるとか、ハザール人や、ユダヤ教に改宗した中世トルコ部族の子孫であるといった理論を反証している」という。
2001年のNebelらのY染色体ハプログループの研究によると、R1aハプログループの染色体（論文内では Eu 19 と呼称）は、東欧の住民の間では非常に高率（54%-60%）で出現するものだが、これがアシュケナジー・ユダヤ人の間では高い頻度（12.7%）を示す。
著者らは、これらの染色体グループは周囲の東欧の住民からアシュケナジムへの低レベルでの遺伝子の流入を反映しているか、あるいは、ハプログループ R1a を持つアシュケナジーと、ほとんどすべての東欧住民の両方が、ハザール人の祖先をも部分的に持つことを示すと仮定している。
2003年のBeharらによるY染色体の研究によると、アシュケナジーのレビ氏族（かれらはアシュケナジー全体のおよそ4％を構成する）のあいだでは、ハプログループR1a1の所有率は 50% 以上だった。
このハプログループは、他のユダヤ人のグループでは珍しく、東欧住民の間では高い頻度を示す。
彼らの論じるところでは「R1a1 NRYの高頻度での所有をアシュケナジーのレビ氏族にもたらした出来事は、非常に少数の、そしておそらくは単一の始祖に関わるものである可能性が高い」。
彼らは、この遺伝子群の源泉であると思われる、「非ユダヤ系のヨーロッパ住民である、一人または複数の始祖がいて、その子孫がレビ氏族の成員となった」のだと仮定した。そして、同時に、その代案としての「魅力的な源泉は、8世紀から9世紀にその支配階層がユダヤ教に改宗したと考えられているハザール王国だろう」という。
彼らの結論としては「アシュケナジー・ユダヤ人の多数派のNRYハプログループの構成も、アシュケナジーのレビ氏族の間のR1a1ハプログループのマイクロサテライト・ハプロタイプの構成も、幾人かの著者たち(Baron 1957; Dunlop 1967; Ben-Sasson 1976; Keys 1999)が推測したような、多数のハザール人やその他のヨーロッパを起源とするものではないが、現在のアシュケナジーのレビ氏族に、ひとり、または複数の、そうした始祖による重要な貢献がある、ということを否定することはできない」というものであった。
2005年のNebelらによるY染色体多態マーカーに基づく研究は、アシュケナジー・ユダヤ人は、他のユダヤ人や中東の諸集団に、ヨーロッパでの隣接住民よりも近いことを示した。しかし、アシュケナジー男性の11.5%は、東ヨーロッパで支配的なY染色体ハプログループである、ハプログループR1a1（R-M17）に属することが判明し、これは、この二つの集団の間に、遺伝子の流れが存在することを示唆している。著者たちは、「アシュケナジムのR-M17染色体は神秘的なハザール人の名残を表す」という仮説を立てた。かれらの結論するところでは、「しかしアシュケナジー・ユダヤ人の間でのR-M17染色体が実際に、神秘的なハザール人の名残を意味するとしても、我々のデータに従えば、この貢献は、単一の始祖あるいは数人の非常に近い血縁の男性たちに限定され、現在のアシュケナジーの12%を超えることはない」。
2010年のAtzmonらによるユダヤ人の祖先の研究では、「主要な成分、系統、そして家系上の同一性（IBD）の分析から、二つの主要グループ、中東のユダヤ人とヨーロッパ・シリアのユダヤ人が識別された」
ヨーロッパ・ユダヤ人たちが互いと、そして、南欧の住民達と、IBDセグメントを共有し、近接しているということは、ヨーロッパのユダヤ人たちが共通の起源を持つことを示唆しており、中東欧のあるいはスラブ系の住民が、アシュケナジーのユダヤ人の形成に大きな遺伝的貢献をしたことを反証している。

### イディッシュ語スラブ系説
通説によれば、イディッシュ語はライン川地方に起源をもち、変形したドイツ語を基礎に、スラブ諸語、ヘブライ語、アラム語、ロマンス諸語からの借用語を交えたものとされてきた。
1993年、テルアビブ大学の教授である言語学者ポール・ウェクスラーはイディッシュ語がスラブ系言語に起源を持ち、後にドイツ語の語彙を取り入れたものであることを示し、東欧のアシュケナジムはユダヤ教に改宗したスラブ系およびトルコ系民族にごくわずかの中東系ユダヤ人が合流したものであるとする『The Ashkenazic 'Jews': A Slavo-Turkic People in Search of a Jewish Identity』を発表している。
ポール・ウェクスラーの説は、12世紀以前にユダヤ人との接触やキリスト教化への反発を背景に、ユダヤ教に改宗したスラヴ人がアシュケナジムの主体となったと説明しており、ハザール起源説と言うよりスラヴ起源説の色がある。

## 関連作品

### 文学
『ハザール事典』（ミロラド・パヴィチ著）…架空の「ハザールに関する事典」の形をとった小説。日本語訳も存在し、東京創元社よりハードカバー版（男性版：ISBN 4488013597、女性版：ISBN 4488013600）が1993年に、文庫版（男性版：ISBN 4488070752、女性版：ISBN 4488070760。が2015年に出版されている。

### ボードゲーム
『Strategy＆Tactics183号　Byzantium』…8世紀から12世紀のビザンチン帝国を扱う多人数ゲームだが、4つのシナリオすべての多人数プレイでハザールが登場する。